# Adalbert Stengler
Adalbert (Albert) Stengler (* 5. Februar 1850 in Würzburg; † 1. November 1910 in München) war ein deutscher Wasserbauingenieur und Pionier der Wildbachverbauung.

## Leben
Adalbert Stengler besuchte das Königliche Realgymnasium in Würzburg. Anschließend studierte er an der Technischen Hochschule München Bauingenieurwesen. 1869 wurde er Mitglied des Corps Vitruvia München. Nach Abschluss des Studiums trat er als Wasserbauingenieur in den Staatsdienst ein und wurde zunächst Bauamtsassessor in Augsburg. 1888 wurde er zum Bauamtsmann beim Straßen- und Flussbauamt in Kempten (Allgäu) befördert. 1902 erfolgte seine Beförderung zum Regierungs- und Kreisbaurat. 1904 wurde er unter Beförderung zum Oberbaurat zur Obersten Baubehörde im Bayerischen Staatsministerium des Innern, für Bau und Verkehr in München versetzt.
1909 erfolgte dort seine Beförderung zum Ministerialrat.
Seit seiner Versetzung nach Kempten bearbeitete Stengler systematisch und umfassend die Wildbachverbauung im Allgäu und die Gewässerkorrektion der Iller und ihrer Zuläufe. Durch seine Arbeit erwarb er sich nicht nur in Deutschland, sondern auch in den benachbarten Alpenländern fachliche Anerkennung. Seine bis 1902 formulierten Verbauungsgrundsätze besitzen bis in die heutige Zeit unverändert Gültigkeit.
1908 gehörte Stengler zu den Juroren eines Wettbewerbs zur Erstellung ausführlicher Entwürfe zur Gewinnung von Wasserkräften am Walchensee.

## Auszeichnungen
Verdienstorden vom Heiligen Michael III. Klasse, 1909

## Schriften
- Die Wildbachverbauungen im bayerischen Allgäu: Vortrag, gehalten am 17. Dezember 1891 im Münchener Architekten- und Ingenieur-Verein, 1892
- Die Allgäuer Wildbachverbauungen im Allgemeinen und die Verbauung des Geisalpbaches, 1899
- Wildbach-Verbauungen und Correctionen im bayerischen Allgäu. In: Centralblatt der Bauverwaltung, 20. Jahrgang, Nr. 75 (22. September 1900), S. 454–456 (Digitalisat); Nr. 77 (29. September 1900), S. 465–467 (Digitalisat); Nr. 79 (6. Oktober 1900), S. 481–482 (Digitalisat)
- Wildbachverbauung im bayerischen Allgäu. Vortrag, gehalten anlässlich der XV. Wanderversammlung des Verbandes deutscher Architekten- und Ingenieur-Vereine in Augsburg, 1.–3. September 1902